# Svartvingad törnskata
Svartvingad törnskata (Lanius mackinnoni) är en fågel i familjen törnskator inom ordningen tättingar.

## Utseende och läte
Svartvingad törnskata är en medelstor slank törnskata i mörkgrått, svart och vitt. Hanen har helvit undersida, honan en rostfärgad fläck på flanken. På skuldrorna syns stora avlånga vita fläckar. Arten liknar nordlig fiskaltörnskata, men har grått på hjässa och rygg. Den skiljer från andra törnskator med svart ögonmask och grå rygg på avsaknad av vit fläck på vingen. Sången består av en långsam och varierad serie med en rad olika toner, inklusive härmningar av andra fåglar. 

## Utbredning och systematik
Fågeln förekommer nära Ekvatorn i Centralafrika. Den behandlas som monotypisk, det vill säga att den inte delas in i några underarter.

## Levnadssätt
Svartvingad törnskata hittas i skogsbryn, gläntor, odlingsbygd och trädgårdar. Den ses vanligen enstaka eller i par.

## Status och hot
Arten har ett stort utbredningsområde och tros öka i antal. Internationella naturvårdsunionen IUCN listar den därför som livskraftig (LC).

## Namn
Fågelns vetenskapliga artnamn hedrar Archibald Donald MacKinnon (1864-1937), skotsk militärläkare och kolinial administratör i tropiska Afrika. Tidigare kallades den mackinnontörnskata även på svenska, men justerades 2023 till ett enklare och mer informativt namn av BirdLife Sveriges taxonomikommitté.